# Biton tunetanus
Espèce
Synonymes
- Daesia tunetana algeriensis Kraepelin, 1900

Biton tunetanus est une espèce de solifuges de la famille des Daesiidae.

## Distribution
Cette espèce se rencontre en Algérie, en Tunisie, en Libye et en Israël.

## Description
Les mâles décrit par Roewer en 1933 mesurent de 11 à 14 mm et la femelle 14 mm.

## Liste des sous-espèces
Selon Solifuges of the World (version 1.0) :
- Biton tunetanus algeriensis (Kraepelin, 1900)
- Biton tunetanus tunetanus Simon, 1885

## Publications originales
- Simon, 1885 : Études sur les Arachnides recueillis en Tunisie en 1883 et 1884 par MM. A. Letourneux, M. Sédillot et Valéry Mayet, membres de la mission de l'Exploration scientifique de la Tunisie. Exploration scientifique de la Tunisie. Paris, p. 1-55.
- Kraepelin, 1900 : Über einige neue Gliederspinnen. Abhandlungen aus dem Gebiete der Naturwissenschaften Herausgegeben vom naturwissenschaftlichen Verein in Hamburg, vol. 16, no 4, p. 1-17.